# David de la Encina
Javier David de la Encina Ortega (Ceuta, 15 de agosto de 1970) es un abogado y político español del Partido Socialista Obrero Español. Fue alcalde de El Puerto de Santa María entre junio de 2015 a junio de 2019.
Licenciado en Derecho por la Universidad de Cádiz, casado con Myriam Palmero Arizay padre de tres hijos. Es hermano de Salvador de la Encina. 

## Biografía
Pasó toda su juventud viviendo en Galicia. Su padre fue marino, donde después pasó a ser empleado de la compañía Endesa.
Ha trabajado como abogado, formador y coordinador de la red de apoyo a personas emprendedoras.
Miembro del Partido Socialista Obrero Español, comienza en el ámbito político siendo alcalde de El Puerto de Santa María tras las elecciones municipales de 2015. Además, en septiembre de 2019 fue elegido presidente de la Mancomunidad de Municipios Bahía de Cádiz, diputado provincial en la Diputación de Cádiz y concejal del PSOE, cargo que ocupó hasta su retirada el 30 de junio de 2023.
Es secretario general del PSOE en el Puerto de Santa María, y ha sido concejal en el ayuntamiento de la ciudad, perteneciendo al Grupo Municipal de El Puerto.
Actualmente lleva retirado de la política desde el 30 de junio de 2023. Además, fuera de la política, trabaja como coordinador de Andalucía Emprende en la provincia de Cádiz.